# Zhang Changhong
Zhang Changhong (Shandong, 14 de febrero de 2000) es un deportista chino que compite en tiro, en la modalidad de pistola rifle. Participó en los Juegos Olímpicos de Tokio 2020, obteniendo una medalla de oro en la prueba de rifle en tres posiciones 50 m.

## Palmarés internacional
| Juegos Olímpicos | Juegos Olímpicos | Juegos Olímpicos | Juegos Olímpicos        |
| Año              | Lugar            | Medalla          | Prueba                  |
| ---------------- | ---------------- | ---------------- | ----------------------- |
| 2020             | Tokio (Japón)    | Medalla de oro   | Rifle 3 posiciones 50 m |